# Analista-investigador
Un analista-investigador es una persona encargada de tratar, de estudiar, y de reordenar datos, que a veces obtiene él mismo y/o que con frecuencia también le son suministrados por agentes sobre el terreno (encuestadores, observadores, espías, declarantes, jerarcas, testigos, especialistas-técnicos) o por otras fuentes (periódicos, organismos internacionales, instituciones nacionales, etc.).

## Enfoque general
Las informaciones sobre las que trabaja un analista-investigador, pueden ser documentos, fotos, imágenes, dibujos, grabaciones, datos económicos o bancarios, comprobantes, escuchas telefónicas, foros de Internet, mensajes en redes sociales, descripciones de escenarios o de movimientos, etc. 
El rol o el objetivo de un analista-investigador es el de encontrar las trazas de una actividad enemiga o criminal, y/o de sacar conclusiones explotables dirigidas a jerarcas, o a los servicios de inteligencia, o a los gobernantes, o a los poderes públicos, o a la propia justicia.
De esta forma y por ejemplo, importantes movimientos de fondos pueden anunciar o hacer sospechar, que se está urdiendo una trama criminal, o que se están comprando voluntades, o que se está preparando o consumando una actividad ilegal, o incluso que se está preparando o concretando una actividad terrorista o una fuga.
El analista-investigador trabaja generalmente con cuatro diferentes tipos de informaciones: (1) Informaciones humanas o personales cuando atañen a las personas en sus actividades reales o sobre Internet; (2) Informaciones técnicas cuando corresponden a resultados científicos o de observaciones a través de instrumentos; (3) Informaciones de fuentes abiertas si se trata de datos obtenidos en publicaciones o de otras fuentes públicas; (4) Informaciones de otros analistas-investigadores o de otros especialistas, como por ejemplo las que podrían aportar politólogos, analistas de mercado, corredores de bolsa, etc.
En ciertas ocasiones, el analista-investigador de una forma o de otra también se sirve de la esteganografía y/o de la criptografía, ya sea para utilizarla en forma directa, ya sea para descubrir informaciones transmitidas con el uso de esas técnicas.

## Wikcionario y Wikiquote
- Wikcionario  tiene definiciones y otra información sobre Analista.
- Wikcionario  tiene definiciones y otra información sobre Investigación.
- Wikiquote alberga frases célebres de o sobre Analista-investigador.
- Wikiquote alberga frases célebres de o sobre Analista-investigador.

- Datos: Q56027752